# Родригес, Марина (тяжелоатлетка)
Марина де ла Кардидад Родригес Митьян (исп. Marina de la Caridad Rodriguez Mitjan, род. 2 марта 1995, Марьянао) — кубинская тяжелоатлетка, участница летних Олимпийских игр 2016 и 2020 годов, серебряный призёр Панамериканских игр, победительница Панамериканских чемпионатов.

## Биография
Первым крупным международным чемпионатом в карьере Марины Родригес стали Панамериканские игры 2015 года. На них кубинская тяжелоатлетка смогла по сумме двух упражнений поднять 203 кг, что позволило ей стать серебряным призёром Игр. Победительнице соревнований колумбийке Мерседес Перес Родригес проиграла 32 кг. На чемпионате мира Марина показала чуть худший результат (201 кг) и заняла лишь 22-е место. В 2016 году Родригес была близка к попаданию в тройку сильнейших на Панамериканском чемпионате, но стала только 4-й.
В июле 2016 года стало известно, что Марина Родригес была включена в состав сборной Кубы для участия в Олимпийских играх в весовой категории до 63 кг. В рывке Родригес смогла поднять 94 кг и заняла предварительное 9-е место. В толчке кубинка смогла показать неплохой результат (121 кг), который стал 5-м среди всех участниц соревнований. По итогам олимпийского турнира Родригес повторила свой личный рекорд по сумме упражнений, подняв в общей сложности 215 кг. Этот результат позволил кубинке занять итоговое 8-е место. В 2018 году Родригес стала двукратным призёром Игр Центральной Америки и Карибского бассейна, а также бронзовым призёром Панамериканского чемпионата в категории до 63 кг.

## Результаты

### Олимпийские игры
| Олимпийские игры    | Категория | Рывок | Толчок | Сумма | Место |
| ------------------- | --------- | ----- | ------ | ----- | ----- |
| Рио-де-Жанейро 2016 | до 63 кг  | 94    | 121    | 215   | 8     |
| Токио 2020          | до 64 кг  | 98    | 123    | 221   | 8     |

### Чемпионат мира
| Чемпионат мира | Категория | Рывок | Толчок | Сумма | Место |
| -------------- | --------- | ----- | ------ | ----- | ----- |
| Хьюстон 2015   | до 63 кг  | 88    | 113    | 201   | 22    |

### Личные рекорды
| Упражнение | Результат | Дата            | Место проведения |
| ---------- | --------- | --------------- | ---------------- |
| Рывок      | 94 кг     | 10 августа 2016 | Рио-де-Жанейро   |
| Толчок     | 122 кг    | 6 июня 2016     | Картахена        |
| Сумма      | 215 кг    | 10 августа 2016 | Рио-де-Жанейро   |